# DNA (Backstreet Boys)
| Recensione    | Giudizio |
| ------------- | -------- |
| Rolling Stone |          |

DNA è il nono album in studio del gruppo musicale statunitense Backstreet Boys, pubblicato a livello internazionale il 25 gennaio 2019 dall'etichetta RCA Records e in anteprima in Giappone il 23 gennaio 2019 dalla Sony.

## Descrizione
L'album, come ha dichiarato il cantante Kevin Richardson: "rappresenta la nostra capacità di far confluire le nostre influenze e stili in un lavoro unico e coeso. Le canzoni dell'album sono la grande rappresentazione di chi siamo come individui e come gruppo. È il nostro DNA. Siamo davvero orgogliosi di questo progetto". Contiene pezzi scritti da Shawn Mendes, Ryan Tedder, Lauv (già con Charli XCX), Andy Grammer, Stuart Crichton (DNCE) e Mike Sabbath (J Balvin).
DNA, titolo ufficializzato il 9 novembre 2018, è il secondo album dopo This Is Us a non godere della collaborazione degli storici produttori discografici del gruppo Max Martin e Kristian Lundin.  È stato preceduto dai singoli Don't Go Breaking My Heart, Chances, No Place e Breathe, e promosso con il DNA World Tour partito l'11 maggio 2019 da Lisbona in Portogallo.

## Tracce
1. Don't Go Breaking My Heart – 3:35 (Stephen Wrabel, Stuart Crichton, Jamie Hartman)
2. Nobody Else – 3:38 (Ryan Ogren, Nick Bailey, Ari Leff, Emily Warren, Gamal Lewis)
3. Breathe – 3:06 (Ryan Ogren, Nick Bailey, Brandyn Burnette)
4. New Love – 3:00 (Elof Loelv, Jake Troth, Erik Hassle)
5. Passionate – 3:43 (Mitch Allan, Andy Grammer, Lindy Robbins, Louis Schoorl)
6. Is It Just Me – 3:37 (Ian Kirkpatrick, Lindy Robbins, Alexander "Xplicit" Izquierdo)
7. Chances – 2:52 (Shawn Mendes, Ryan Tedder, Zach Skelton, Scott Friedman, Geoff Warburton, Francis Zamir, Fiona Bevan, Casey Smith)
8. No Place – 2:59 (Brett James, Joshua Miller, Troy Verges)
9. Chateau – 3:08 (Stuart Crichton, Stephen Wrabel, Michael Pollack, James Newman, Cole Citrenbaum)
10. The Way It Was – 3:26 (Stuart Crichton, Garrison Starr, Justin, Jesso)
11. Just Like You Like It – 3:42 (Ross Copperman, Josh Kear, Dustin Lynch)
12. OK – 2:31 (Stuart Crichton, Joe Kirkland, James Newman, Jason Allen)

Tracce bonus edizione giapponese
1. Said I Love You – 2:51 (Mike Sabath, Dewain Whitmore, Patrick "J. Que" Smith)
2. Do You Remember – 2:54 (Alexander Isaak, Mason Levy, Tom Meredith)
3. Best Days – 3:40 (Stuart Crichton, James Newman, Justin Jesso)

## Successo commerciale
Con una vendita di 234.000 unità equivalente ad album , DNA ha debuttato alla posizione n.1 della classifica statunitense Billboard 200; si tratta del terzo album nella vetta della classifica dopo gli album Millennium (1999) e Black & Blue (2000). Sempre nella prima settimana d'uscita, l'album si è affermato alla posizione n.1 anche in Canada, in cui è stato certificato Disco d'Oro, Austria e Svizzera e alla n.14 in Italia.

## Classifiche

### Classifiche settimanali
| Classifica (2019)                   | Posizione massima |
| ----------------------------------- | ----------------- |
| Australia (ARIA Charts)             | 5                 |
| Austria (Ö3 Austria Top 40)         | 1                 |
| Belgio (Fiandre) (Ultratop)         | 3                 |
| Belgio (Vallonia) (Ultratop)        | 13                |
| Canada (Billboard)                  | 1                 |
| Danimarca (Track Top-40)            | 31                |
| Finlandia (Suomen virallinen lista) | 26                |
| Francia (SNEP)                      | 124               |
| Germania (Offizielle Top 100)       | 2                 |
| Giappone (Oricon)                   | 2                 |
| Irlanda (Irish Albums Chart)        | 25                |
| Italia (FIMI)                       | 14                |
| Norvegia (VG-lista)                 | 40                |
| Paesi Bassi (Album Top 100)         | 4                 |
| Polonia (ZPAV)                      | 20                |
| Portogallo (AFP)                    | 2                 |
| Regno Unito (OCC)                   | 7                 |
| Repubblica Ceca (ČNS IFPI)          | 47                |
| Scozia (OCC)                        | 3                 |
| Spagna (PROMUSICAE)                 | 4                 |
| Stati Uniti (Billboard 200)         | 1                 |
| Svezia (Sverigetopplistan)          | 28                |
| Svizzera (Schweizer Hitparade)      | 1                 |
| Ungheria (MAHASZ)                   | 8                 |